# Giulia Gatto-Monticone
Giulia Gatto-Monticone (* 18. November 1987 in Turin) ist eine italienische Tennisspielerin.

## Privates
Gatto-Monticone wird von Tommaso Iozzo trainiert, der auch ihr Lebenspartner ist.

## Karriere
Gatto-Monticone, die laut ITF-Profil am liebsten auf Hartplätzen spielt, begann im Alter von fünf Jahren mit dem Tennissport. Auf Turnieren des ITF Women’s Circuit gewann sie bereits 11 Einzel- und 25 Doppeltitel.
Im Jahr 2020 spielte Gatto-Monticone erstmals für die italienische Fed-Cup-Mannschaft; ihre Fed-Cup-Bilanz weist bislang zwei Siege bei keiner Niederlage aus.

## Turniersiege

### Einzel
| Nr. | Datum              | Turnier  | Kategorie   | Belag     | Finalgegnerin        | Ergebnis      |
| --- | ------------------ | -------- | ----------- | --------- | -------------------- | ------------- |
| 1.  | 19. Juli 2008      | Imola    | ITF $10.000 | Teppich   | Julia Mayr           | 6:2, 6:1      |
| 2.  | 25. Oktober 2008   | Oristano | ITF $10.000 | Sand      | Silvia Disderi       | 6:2, 6:2      |
| 3.  | 31. Mai 2009       | Pitești  | ITF $10.000 | Sand      | Tanja Germanliewa    | 6:3, 6:3      |
| 4.  | 30. August 2009    | Arezzo   | ITF $10.000 | Sand      | Chanel Simmonds      | 7:5, 6:3      |
| 5.  | 15. Juli 2011      | Imola    | ITF $25.000 | Teppich   | Federica Quercia     | 6:1, 6:3      |
| 6.  | 21. August 2016    | Galați   | ITF $10.000 | Sand      | Oana Georgeta Simion | 6:3, 6:4      |
| 7.  | 8. Oktober 2016    | Telde    | ITF $10.000 | Sand      | Leonie Küng          | 2:6, 6:1, 6:3 |
| 8.  | 30. April 2017     | Pula     | ITF $25.000 | Sand      | Irina Maria Bara     | 3:6, 7:5, 6:4 |
| 9.  | 30. September 2018 | Óbidos   | ITF $25.000 | Teppich   | Greet Minnen         | 7:5, 6:4      |
| 10. | 31. März 2019      | Kōfu     | ITF $25.000 | Hartplatz | Lara Salden          | 6:2, 6:1      |
| 11. | 25. November 2019  | Solarino | ITF $25.000 | Teppich   | Jana Fett            | 2:6, 6:3, 7:5 |

## Abschneiden bei Grand-Slam-Turnieren

### Einzel
| Turnier         | 2011 | 2012 | 2013 | 2014 | 2015 | 2016 | 2017 | 2018 | 2019 | 2020 | 2021 | 2022 | Karriere |
| --------------- | ---- | ---- | ---- | ---- | ---- | ---- | ---- | ---- | ---- | ---- | ---- | ---- | -------- |
| Australian Open | —    | —    | —    | —    | —    | —    | —    | —    | Q1   | Q3   | Q2   | —    | —        |
| French Open     | —    | —    | —    | —    | —    | —    | —    | —    | 1    | Q3   | Q1   | —    | 1        |
| Wimbledon       | —    | —    | —    | —    | —    | —    | —    | —    | 1    |      | Q1   | Q1   | 1        |
| US Open         | Q1   | —    | —    | Q1   | —    | —    | —    | —    | Q1   | —    | Q1   | —    | —        |

Zeichenerklärung: S = Turniersieg; F, HF, VF, AF = Einzug ins Finale / Halbfinale / Viertelfinale / Achtelfinale; 1, 2, 3 = Ausscheiden in der 1. / 2. / 3. Hauptrunde; Q1, Q2, Q3 = Ausscheiden in der 1. / 2. / 3. Qualifikationsrunde; nicht ausgetragen